# Bram Vermeulen
Pour les articles homonymes, voir Vermeulen.
Gerrit Abraham (Bram) Vermeulen, né à La Haye (Pays-Bas) le 13 octobre 1946 et mort à San Dalmazio en Toscane (Italie) le 4 septembre 2004, est un chanteur, compositeur, comédien, peintre et volleyeur néerlandais.

## Vie privée
Il fut marié avec l'actrice Shireen Strooker.